# Страцінський потік
Страцінський потік (словац. Stracinský potok) — річка в Словаччині; права притока Іпеля довжиною 13.5 км. Протікає в окрузі  Вельки Кртіш.
Витікає в масиві Крупінська-Планина на висоті 315 метрів. Протікає територією сіл Вельке Страціни; Мале Злієвце і Бушінце.
Впадає в Іпель на висоті 155 метрів.